# إيزابيل الثانية ملكة إسبانيا
ماريا إيزابيل لويسا دي بوربون (بالإسبانية: Isabel II de España)‏ ملكة إسبانيا في الفترة من 29 سبتمبر 1833 حتى 30 سبتمبر 1868. وُلدت في مدريد في 10 أكتوبر عام 1830. اعتلت إيزابيل الثانية عرش إسبانيا وهي لا تزال طفلة صغيرة، بعد وفاة والدها الملك فيرناندو السابع، بموجب إلغاء القوانين المنظمة لتوريث العرش عام 1713 (وهو ما يعرف باسم القانون السالي). كانت إيزابيل تحت وصاية والدتها ماريا كريستينا دي بوربون، التي اعتمدت سياسة مختلفة في الحكم عن الملك فيرناندو، وأدى ذلك إلى إحداث بعض التغير في بعض النظم الاجتماعية حتى تصبح مماثلة للنظام الليبرالي المتبع في بعض البلدان الأوروبية. سبب ذلك الأمر تمرد الأمير كارلوس ماريا إسيدرو، عم إيزابيل الثانية، والذي دعمته الجماعات المؤيدة للحكم المطلق، التي تطلق على نفسها اسم الكارليين؛ وبدوره أدى ذلك إلى نشوب الحرب الكارلية بين مؤيدي كارلوس ماريا إسيدرو من جهة ومن جهة أخرى، مؤيدي النظام الليبرالي. وحاول إسيدرو وقت احتضار أخيه الملك فيرناندو السابع استلام الحكم خلال هذه الفترة التاريخية التي مرت بها إسبانيا. وتوفيت إيزابيل الثانية في باريس في 9 أبريل عام 1904.

## زواجها
عندما أتمت إيزابيل الثانية السادسة عشر من عمرها، قامت الحكومة بتنظيم حفل زواج من ابن عمها الأمير فرانثيسكو دي أسيس دي بوربون، دوق قادس. وكان الزوجان أقارب من الدرجة الولى من ناحية الأم والأب؛ حيث كان والده الأمير فرانثيسكو دي باولا أخ للملك فيرناندو السابع؛ بينما كانت أمه لويسا كارلوتا دي بوربون أختًا لماريا كريستينا الوصية على عرش إيزابيل الثانية. وعلى الرغم من العلاقة القرابة بينهما، إلا أن الزواج لم يكتب له النجاح ولم يعيشا سعداء.